# Paryphthimoides
Genre
Paryphthimoides est un genre sud-américain de lépidoptères (papillons) de la famille des Nymphalidae et de la sous-famille des Satyrinae.

## Systématique
Le genre Paryphthimoides a été décrit par l'entomologiste allemand Walter Forster en 1964.
Son espèce type est Neonympha poltys Prittwitz, 1865.

## Liste des espèces
D'après FUNET Tree of Life (13 avril 2019) :
- Paryphthimoides argulus (Godart, [1824]) — Brésil, Suriname, Guyane
- Paryphthimoides difficilis Forster, 1964 — Bolivie
- Paryphthimoides eous (Butler, 1867) — Brésil, Paraguay
- Paryphthimoides grimon (Godart, [1824]) — Brésil
- Paryphthimoides melobosis (Capronnier, 1874) — Brésil
- Paryphthimoides numeria (C. & R. Felder, 1867) — Brésil
- Paryphthimoides numilia (C. & R. Felder, 1867) — Colombie
- Paryphthimoides phronius (Godart, [1824]) — Brésil
- Paryphthimoides poltys (Prittwitz, 1865) — Venezuela, Brésil
- Paryphthimoides sylvina (C. & R. Felder, 1867) — Brésil
- Paryphthimoides undulata (Butler, 1867) — Brésil, Guyane
- Paryphthimoides vestigiata (Butler, 1867) — Brésil
- Paryphthimoides zeredatha (Butler, 1869) — Brésil